# Gnima Faye
Pour les articles homonymes, voir Faye.
Gnima Faye (née à Thiaroye le 17 novembre 1984) est une athlète sénégalaise, spécialiste du 100 mètres haies.

## Carrière
Gnima Faye se met à l'athlétisme en 1998, influencée par son frère Ibou Faye qui a participé aux Jeux d'Atlanta. Elle commence sa carrière sur le plat et participe notamment aux championnats du monde jeunesse 2001 sur 200 mètres. L'année suivante, elle concourt aux haies aux championnats du monde junior, puis aux championnats d'Afrique où elle termine 5e.
En 2003, elle remporte le 100 m haies des championnats d'Afrique junior (13 s 59), termine 2e du 400 m haies (62 s 32) et 3e du relais 4 × 100 m (46 s 84).
Disqualifiée aux championnats d'Afrique 2004, elle se rattrape en 2006 en obtenant la médaille de bronze du 100 m haies (13 s 95). Elle termine également 4e du relais 4 × 100 m (47 s 22).
L'année suivante, elle participe aux Jeux africains. Elle échoue à la 5e place de la finale du 100m haies en 13 s 85. Le relais 4 × 100 m sénégalais termine une nouvelle fois à la quatrième place (45 s 26).
En 2009, elle obtient une médaille d'argent aux Jeux de la Francophonie (13 s 35).
En 2010, elle devient vice-championne d'Afrique du 100 m haies (13 s 67). Quelques semaines plus tard, elle représente l'Afrique à la Coupe continentale d'athlétisme et termine 7e (13 s 58).
En 2011, pour sa 2e participation aux Jeux africains, à Maputo, elle termine seulement 7e du 100m haies en 14 s 10.
En 2012, elle devient enfin championne d'Afrique : elle remporte la finale du 100 m haies en 13 s 36, profitant notamment de la chute de Seun Adigun, tenante du titre.
Elle est qualifiée pour les championnats du monde d'athlétisme qui se dérouleront à Moscou en août 2013.

## Palmarès
| Date | Compétition                    | Lieu        | Résultat | Épreuve     | Temps   |
| ---- | ------------------------------ | ----------- | -------- | ----------- | ------- |
| 2003 | Championnats d'Afrique juniors | Garoua      | 1re      | 100 m haies | 13 s 59 |
| 2003 | Championnats d'Afrique juniors | Garoua      | 2e       | 400 m haies | 62 s 32 |
| 2003 | Championnats d'Afrique juniors | Garoua      | 3e       | 4 × 100 m   | 46 s 84 |
| 2006 | Championnats d'Afrique         | Bambous     | 3e       | 100 m haies | 13 s 95 |
| 2006 | Championnats d'Afrique         | Bambous     | 4e       | 4 × 100 m   | 47 s 22 |
| 2007 | Jeux africains                 | Alger       | 5e       | 100 m haies | 13 s 85 |
| 2007 | Jeux africains                 | Alger       | 4e       | 4 × 100 m   | 45 s 26 |
| 2009 | Jeux de la Francophonie        | Beyrouth    | 2e       | 100 m haies | 13 s 35 |
| 2010 | Championnats d'Afrique         | Nairobi     | 2e       | 100 m haies | 13 s 67 |
| 2011 | Jeux africains                 | Maputo      | 7e       | 100 m haies | 14 s 10 |
| 2012 | Championnats d'Afrique         | Porto-Novo  | 1re      | 100 m haies | 13 s 36 |
| 2013 | Jeux de la Francophonie        | Nice        | 2e       | 100 m haies | 13 s 47 |
| 2015 | Jeux africains                 | Brazzaville | 2e       | 100 m haies | 13 s 28 |